# Deivos
Deivos – polska grupa muzyczna wykonująca technical death metal. Powstała w 1997 roku w Lublinie z inicjatywy gitarzystów Tomasza Kołconia i Macieja Nawrockiego oraz wokalisty Marcina Górniaka. W 1999 roku muzycy zarejestrowali debiutanckie demo pt. Praised by Generations. W związku z brakiem kompletnego składu partie perkusji zostały nagrane przy pomocy automatu. Z kolei partie gitary basowej nagrał Maciej Nawrocki.
W 2000 roku skład uzupełnili perkusista Krzysztof Saran i basista Jarosław Pieńkoś. Rok później grupa rozpoczęła prace nad kolejnym wydawnictwem, jednakże z końcem roku Deivos opuścili Górniak i Nawrocki. W następstwie stanowisko wokalisty objął Pieńkoś. W 2003 roku grupa nagrała debiutancki minialbum zatytułowany Hostile Blood, który ukazał się dzięki Butchery Music jesienią tego samego roku. Rok później skład uzupełnił drugi gitarzysta - Piotr "Mścisław" Bajus. 11 listopada 2006 roku ukazał się debiutancki album grupy zatytułowany Emanation from Below. Nagrania zarejestrowane w białostockim Hertz Studio wydała firma Empire Records.
W marcu 2007 roku grupa wystąpiła w katowickim Spodku na festiwalu Metalmania. Z kolei latem kwartet dał szereg koncertów w Polsce poprzedzając amerykańską formację Immolation. W 2009 roku muzycy podpisali kontrakt z wytwórnią muzyczną Unique Leader Records. 16 lutego 2010 roku ukazał się drugi album studyjny zespołu zatytułowany Gospel of Maggots. Na początku 2011 roku grupę opuścił Jarosław Pieńkoś. Jego obowiązki przejęli basista - Kamil Stadnicki i wokalista - Hubert Banach. Obydwaj muzycy związani także z lubelską grupą Soul Snatcher.

## Muzycy
| Obecny skład zespołu - Hubert Banach - śpiew (od 2010) - Tomasz Kołcoń - gitara (od 1997) - Kamil Stadnicki - gitara basowa (od 2010) - Krzysztof "Wizun" Saran - perkusja (od 2000) - Jakub Tokaj - gitara (od 2016) |  | Byli członkowie zespołu - Jarosław Pieńkoś - gitara basowa, śpiew (2000-2010) - Marcin Górniak - śpiew (1997-2000) - Maciej Nawrocki - gitara, gitara basowa, programowanie (1997-2000) - Piotr "Mścisław" Bajus - gitara (2004-2016) |  | Muzycy koncertowi - Karol Łapczyński - śpiew (2014) - Paweł "Pavulon" Jaroszewicz - perkusja (2014) |

## Dyskografia
- Praised by Generations (demo, 1999, Broken Mind)
- Hostile Blood (EP, 2003, Butchery Music)
- Emanation from Below (2006, Empire Records)
- Gospel of Maggots (2010, Unique Leader Records)
- Demiurge of the Void (2011, Unique Leader Records)[10]
- Theodicy (2015, Selfmadegod Records)[11]
- Endemic Divine (2017)